# Павлишин, Лука Степанович
Лука Степанович Павлишин (псевдонимы: «Вовк», «Климчук», «Наборовський», «Ігор», «Регент») (17 октября 1907, с. Тяпче, сейчас Долинский район, Ивано-Франковской области — 1987, Львов) — заместитель руководителя Северной походной группы ОУН (1941—1942), областной командир отрядов УНС Дрогобычины (1942).

## Биография
Член ОУН с 1937 года. В 1938—1939 годах работал учителем и был районным и уездным проводником ОУН в Радехове Тарнопольского воеводства (псевдоним «Вовк»). В 1939 мобилизован в польскую армию, попал в немецкий плен, бежал. В октябре 1939 перешёл в немецкую зону оккупации, работал директором школы в Генерал-губернаторстве, одновременно был районным проводником на Холмщине, уездным и военным референтом, в 1941 — краевой референт ОУН. После начала Великой Отечественной войны стал заместителем руководителя Северной походной группы ОУН в 1941—1942 Миколы Климишина («Недобитый»), с которой дошёл до Киева. Был окружным проводником в Василькове под Киевом. В 1942—1943 военный референт края «Запад», Дрогобичский областной командир отрядов самообороны, командир группы УПА «Восток» (полковник «Ігор»), которая вместе с УПА «Север» осуществила прорыв из окружения войск НКВД под Гурбами.
Перейдя в подполье (с псевдонимом «Регент»), в 1945—1950 годах работал во Львове директором школы и заведующим районо под руководством известного Е. Березняка — заведующего городским отделом народного образования. В проводе ОУН отвечал за связи с заграницей.

### Арест и следствие
Арестован в марте 1950 году после гибели Шухевича, когда было раскрыто много явочных квартир и подпольщиков ОУН. Уже 11 марта был проведен первый допрос. Следствие проходило в тюрьме на улице Лонцкого во Львове, в кабинете № 44. Вели его офицеры областного управления МГБ полковник Майструк, начальник этого управления, подполковник Черняк, начальник оперативного отдела, полковник Рафаэль, начальник следственного отдела, капитан Солопов и старший лейтенант Фёдоров, следователь по делу, и два его помощника Тюлькин и Маляр.
Методы «следствия» сам Павлишин описал в трех заявлениях на имя Генерального прокурора СССР в 1954 году после смерти Сталина в надежде, что в стране что-то изменилось:

После двух дней уговоров, — пишет Павлишин в заявлении, — позвали Тюлькина и Маляра и начали бить телефонными кабелем, то есть резиной с железной проволокой внутри. Били днями, ночами, неделями, месяцами … Иногда избитого бросали в карцер, и я лежал полуголый на бетоне, от чего до сих пор имею хроническую ангину (?). Когда зад слишком кривавил, били по ногам, плечам, рукам, шее, голове. Фёдоров особенно любил бить по местам, где тело лопалось и особенно кровоточило. Любил бить по окончанию отходящей кишки. Во время избиения я часто терял сознание, ходил под себя там же, лежа в 44 кабинете, по-тяжелому и по-лёгкому, что очень радовало Фёдорова, который советовал мне писать жене, чтобы прислала побольше кальсон. Часто бил меня, не говоря ни слова, и когда меня приносили в камеру, зэки разгадали этот секрет — Фёдоров бил для того, чтобы испугать нового зэка, который появлялся в камере … Иногда Фёдоров устраивал из меня зрелище: созывал других подследственных, показывал меня избитого, валявшегося в собственных экскрементах. Друзья Фёдорова хохотали, шутили … Бывало так, что я заходил в следственный кабинет, и Фёдоров, не говоря ни слова о следствии приказывал снимать штаны, ложиться на пол (обычный порядок) и бил пока не уставал. Тогда вызвал дежурного и приказал отвести в камеру. Часто придумывал причины, например, что я перестукивался с 65 камерой и т. п., тогда мне не только стучать — жить не хотелось. С каким наслаждением я тогда бы совершил самоубийство, но не было чем: водили под руки, в камере постоянно наблюдали провокаторы.
Очень характерна ситуация произошла с добыванием информации о контактах Луки Павлишина с Василием Куком — «Лемехом»:

Долго били, чтобы признался, что Лемех был во Львове, — пишет он в 1954 году, — «признался». Опять стали бить уточняя количество его охранников. Один! — мало. Бьют ещё. Два! — мало. Бьют ещё. Три — мало, и так далее до десяти. Ежедневные побои течение десяти дней. По одному охраннику в день. Подписал о десяти охранников. Посоветовавшись с кем-то и получив санкцию, это бессмыслица, чтобы во Львов в 1950 году прибыл Лемех с отделом охранников, это явно компрометирует органы МГБ и МВД, стали выбивать в обратном порядке, ежедневно сокращая по одному охраннику. Били до тех пор пока не «признался», что Лемех был один. Затем снова посовещались и решили, что Лемех вообще не мог быть у Павлишина во Львове — стали бить, требуя отказаться от ранее данных показаний.
«Эффективная работа» следователей дала свои результаты — Лука Павлишин признал всё, что от него требовали, подписывал протоколы, не читая, дал показания на несколько человек, которые в результате были осуждены.

### Тюрьмы и лагеря
В 1953 году Лука Павлишин сидел в Красноярской тюрьме. Жалобы в 1954 в прокуратуру сначала дали положительный результат — его помиловали, но впоследствии это решение Верховного Совета было отменено. В 1957—1958 он закончил химические курсы и работал на шахте в Воркуте. После освобождения с 1961 года работал «на химии» в Новом Роздоле Львовской области.

### Воспоминания
В апреле 1961 года выступил с покаянным заявлением «Я приєднуюсь до слів В. Кука» (Я присоединяюсь к словам В. Кука) в газете «Вести из Украины» № 31, подвергнув критике деятельность ОУН. В 1964 также написал антибандеровский очерк «Запроданці» (Предатели), напечатанный в книге «Ті, що канули в пітьму» (Те, что ушли в темноту, Львов, 1964). По его словам, сказанным В. Щеглюку в 1982 году: «Писал правду об ОУН—УПА — для истории, но редакторы от КГБ подливали своей антиоуновcкой, антибандеровской водички и сами это публиковали». Правдивые же его воспоминания при жизни (Л. Павлишин умер в 1987 году) не были опубликованы, хотя он совместно с литературным обработчиком В. Щеглюком подавал их в издательство «Каменяр» (Каменщик) в 1983—1984 годах. Эти воспоминания были изданы отдельной книгой «На грані двох світів» (На грани двух миров), благодаря усилиям В. Щеглюка, в 2010 году.
Воспоминания Луки Павлишина, который со студенческих лет дружил с С. Бандерой, Р. Шухевичем, А. Гасиным, В. Горбовым, знаком с Д. Грицаем, М. Лебедем, В. Куком, содержащие историю украинского национального движения в 1914—1950 годах (в них упомянуто более 350 фамилий и псевдонимов).
Частично (за период с 1938 по 1961) эти воспоминания были использованы В. Щеглюком при написании и издании им в 1992 году первого на Украине документального романа об ОУН—УПА «…Як роса на сонці» (… Как роса на солнце), который разошёлся по миру 20-тысячным тиражом. О своих отношениях с Л. Павлишиным и КГБ В. Щеглюк написал эссе-исследование «Тайна полковника „Игоря“».

## Публикации
- «На грані двох світів». Львів, «Сполом», 2010